# Vruchtwaterpunctie

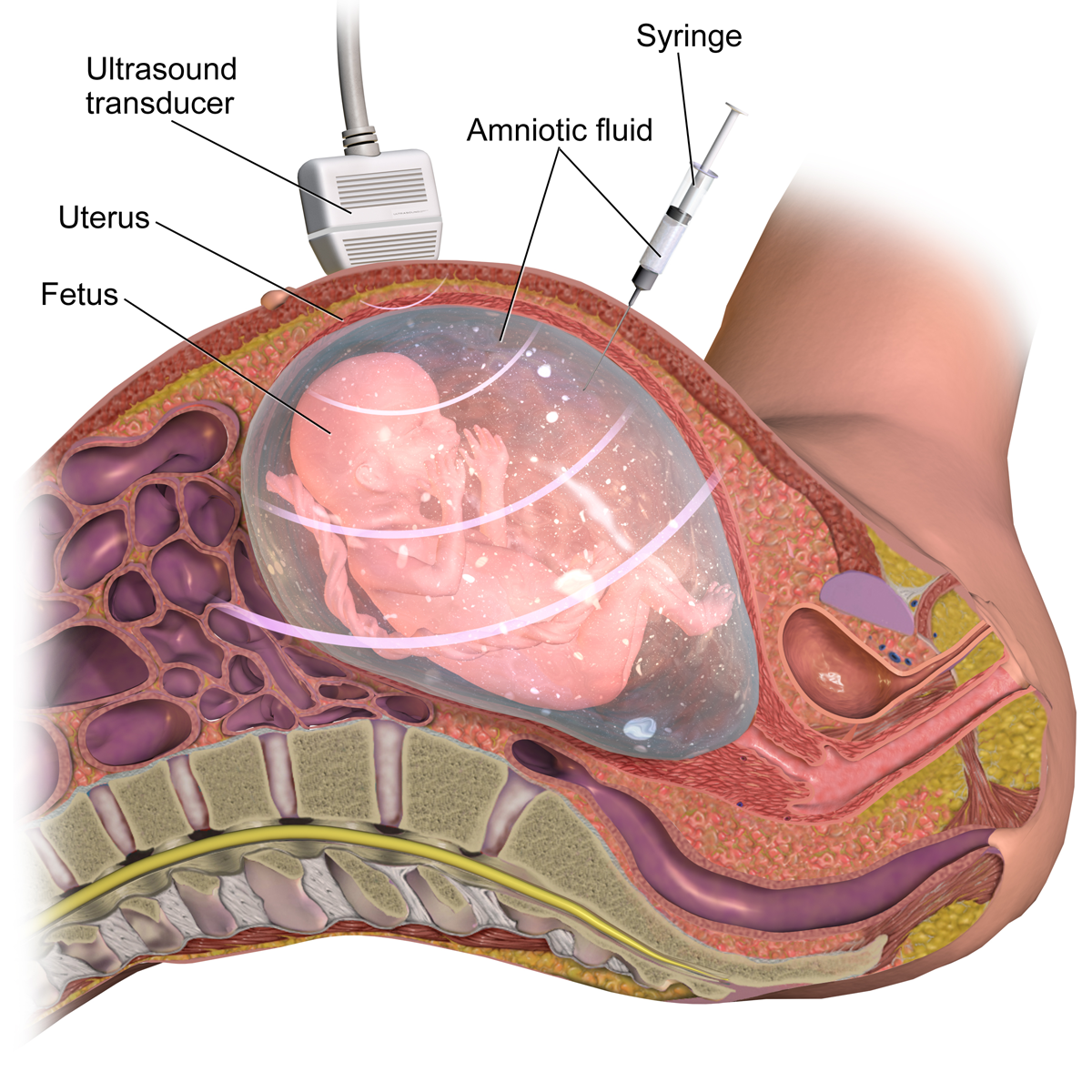
Vruchtwaterpunctie

Een vruchtwaterpunctie (amniocentese) is een prenataal onderzoek waarbij een beetje vruchtwater van een zwangere vrouw wordt afgenomen voor onderzoek. Na de punctie worden de cellen van de foetus die zich in het vruchtwater bevinden opgekweekt waarna het chromosomenpatroon in gespecialiseerde laboratoria kan worden onderzocht. Hiermee kunnen chromosomale afwijkingen, bijvoorbeeld het syndroom van Down worden opgespoord.

## Redenen voor vruchtwaterpunctie
- Uit eerder uitgevoerde combinatietest is als uitslag een verhoogd risico op chromosomale afwijkingen van de foetus verkregen.
- Neuralebuisdefect (open rug) van de foetus.
- Longrijpheid kan worden onderzocht door bepaling van de lecithine/sfingomyeline-ratio.
- Resusantagonisme van de foetus t.o.v. de moeder.
- Slechts ter vermindering van hoeveelheid vruchtwater bij te veel vruchtwater (polyhydramnion).
- Leeftijd van de moeder.

## Techniek en complicaties
Een vruchtwaterpunctie kan na 16 weken zwangerschap tot aan de uitgerekende datum. Bij het onderzoek wordt met een holle naald door de buikwand, onder echoscopische geleide, de vruchtzak aangeprikt en vruchtwater opgezogen. Dit kan gebeuren onder al dan niet lokale verdoving.
Complicaties die kunnen optreden zijn: verlies van bloed of vruchtwater, infectie, weeënactiviteit en miskraam. De kans op een miskraam door de procedure is ongeveer 0,3 procent.
Voordeel van een vruchtwaterpunctie ten opzichte van een vlokkentest is dat het risico op een miskraam kleiner is en dat ook een neuralebuisdefect kan worden opgespoord of uitgesloten. Ook kan er een uitspraak met 100% zekerheid worden gedaan, in tegenstelling tot de vlokkentest.